# Alejandro Russo
Alejandro Marcelo Russo (Ensenada, 13 febbraio 1968) è un ex calciatore argentino, di ruolo attaccante.

## Palmarès

### Individuale
- Capocannoniere del Campionato sudamericano di calcio Under-20: 1

1987 (4 reti)